# Ofer Verta
Ofer Yom Tov Verta (in ebraico עופר יום טוב ורטה‎?; Ashdod, 23 maggio 1990) è un calciatore israeliano, difensore svincolato.

## Carriera

### Club
Verta gioca con la maglia dell'Ashdod.

### Nazionale
Verta è stato convocato nella nazionale israeliana Under-21 dal commissario tecnico Guy Luzon, in vista del campionato europeo di categoria 2013.